# Östergötlands Arkivförbund
Östergötlands Arkivförbund (tidigare benämnt ÖLFA) är en ideell förening bestående av ett 100-tal i Östergötlands län hemmahörande distriktsorganisationer, företag och därtill ett 50-tal lokala arkiv. Albin Lindqvist är ansvarig Länsarkivarie.

## Verksamhet
Arkivförbundet inventerar arkiv, registrerar och hjälper de olika lokala arkiven. Arkivförbundet utbildar lokala arkivföreståndate samt uppmuntrar och stöder lokalhistorisk forskning. De samarbetar med Kulturarv Östergötland och andra inom ABM. De vill öka tillgängligheten och kunskapen om arkiven och förhindra att historiskt material går förlorat. 
Arkivförbundet är regional samordnare för Arkivens dag. De delar ut det årliga Östergötlands Arkivförbunds kulturarvspris sedan 1991 för ideellt arbete med kulturarv.
Östergötlands Arkivförbund driver ett regionalt näringslivsarkiv som är beläget i Åtvidaberg. Samarbete sker med föreningen Brukskultur Åtvidaberg.

## Medlemsarkiv
| - Arkivet för UFO-forskning - Centrum för lokalhistoria - Boxholms Folkrörelsearkiv - Boxholms Kommunarkiv - Brukskultur Åtvidaberg - Finspångs Föreningsarkiv - Finspångs Kommunarkiv | - Folkrörelsernas arkiv i Motala - Föreningsarkivet i Mjölby kommun - Gammalkils Hembygdsförening - Gryts hembygdsförening - Kinda kommuns centralarkiv - Kinda Lokalhistoriska arkiv - Kvillinge Föreningsarkiv - Riksarkivet Landsarkivet i Vadstena | - Linköpings Föreningsarkiv - Linköpings stadsarkiv - Linköpings stifts- och landsbibliotek - Mjölby kommuns centralarkiv - Motala kommuns centralarkiv - Norrköpings Föreningsarkiv - Regionarkivet i Östergötland - Ringarums Hembygdsarkiv - Sankt Ragnhilds gille | - Sya Fornminnes- och hembygdsförening - Söderköpings Arkivförening - Söderköpings kommunarkiv - Ulrika Hembygdsförening - Ulrika Museum - Valdemarsviks kommuns centralarkiv - Vikbolandets Arkiv- och historieförening - Vånga Hembygdsarkiv | - Ydre kommuns arkiv - Ydre Lokalhistoriska Arkiv - Åtvidabergs kommuns centralarkiv - Ödeshögs kommuns centralarkiv - Ödeshögs Lokalhistoriska Arkiv - Östergötlands museum |